# Estadi Cambuur
El Cambuur Stadion és un estadi de futbol a la part est de la ciutat de Ljouwert, Països Baixos. S'utilitza per als partits del SC Cambuur com a local. L'estadi té capacitat per a 10.500 persones i es va inaugurar el 12 de setembre de 1936. El club ha començat a construir un nou estadi al costat oest de la ciutat, que costarà 35 milions d'euros i s'obrirà l'estiu del 2024.